# Mirabeau, Vaucluse
Mirabeau (occitanska: Mirabèu) är en kommun i departementet Vaucluse i regionen Provence-Alpes-Côte d'Azur i sydöstra Frankrike. Kommunen ligger i kantonen Pertuis som tillhör arrondissementet Apt. År 2022 hade Mirabeau 1 434 invånare.

## Befolkningsutveckling
Antalet invånare i kommunen Mirabeau
| Referens: INSEE |